# ألان دونالد (دبلوماسي)
ألان دونالد (بالفرنسية: Alan Ewen Donald؛ بالإنجليزية: Alan Ewen Donald) هو دبلوماسي كونغولي وبريطاني، ولد في 5 مايو 1931 في Inverurie ‏ في المملكة المتحدة، وتوفي في 14 يوليو 2018 في كنت في المملكة المتحدة.